# Rhagonycha striatofrons
Rhagonycha striatofrons é uma espécie de insetos coleópteros polífagos pertencente à família Cantharidae.
A autoridade científica da espécie é Dahlgren, tendo sido descrita no ano de 1972.
Trata-se de uma espécie presente no território português, nomeadamente em Portugal Continental. Está ausente da Madeira e dos Açores.